# 眼胞

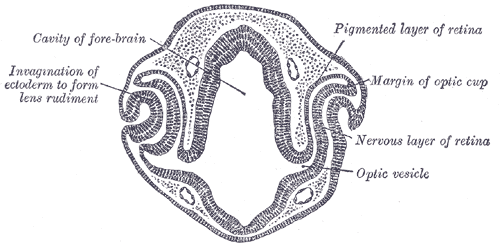

眼胞（がんぽう、Optic vesicles）は、脊椎動物において、眼の発生の最初に形成される部分の名である。
眼は形態形成の初期において、前脳の側面から一対の空洞として発達し始める。この空洞は神経管の前方端が閉じる前に眼胞を形成し始め、神経管の閉鎖の終了の後には眼胞ができあがる。
眼胞は頭の側面へ突出し、そして眼柄を構成すると同時に、先端部は眼杯を作るために拡大する。このとき表皮からは水晶体が形成されるが、これは眼杯の誘導があることが知られている。
眼胞自体からは網膜や色素上皮、虹彩が形成される。